# Yakiudon
Lo yakiudon (焼きうどん?) è un piatto giapponese in cui l'udon viene saltato in padella insieme a carne e verdure e insaporito con condimenti come la salsa di soia, il sakè e il mirin. È simile alla yakisoba, che utilizza la stessa tecnica di cottura, ma con spaghetti di grano in stile ramen (chūkamen).

## Storia
Ci sono diversi ristoranti che si autoproclamano inventori dello yakiudon e la sua origine è incerta. Già prima della guerra, si consumavano piatti in cui l'udon o l'himokawa venivano saltati in padella, e durante il periodo bellico venivano utilizzati anche come cibo sostitutivo. Dopo la seconda guerra mondiale, Yūjirō Benno, originario di Kokura (ora Kitakyūshū), aprì un ristorante chiamato Daruma-dō con l'idea di cucinare la yakisoba. Tuttavia, a quel tempo, i chūkamen erano difficili da trovare, quindi utilizzò al suo posto l'udon secco. Dopo la morte di Benno, sua moglie, Chiyono Sakata, che ha lavorato con lui per oltre 60 anni, ha continuato a usare lo stesso tipo di udon per le preparazioni.

## Preparazione
La tecnica di cottura è la stessa della yakisoba e per insaporire il piatto si usano salsa di soia, sakè, mirin, sale e pepe. Talvolta, per aggiustare la sapidità della soia viene aggiunto un tocco di aceto. I principali ingredienti utilizzati sono solitamente carne di maiale, cavolo cappuccio, cipolla e germogli di soia. Altri ingredienti comuni includono carote, peperoni, kamaboko, tenkasu e gamberi, e in alternativa, si può sostituire la carne di maiale con manzo o pollo. Per guarnire, si usano lattuga di mare, katsuobushi e cipollotto. Spesso, come accompagnamento, viene servito del beni shoga.
Ci sono anche versioni in cui il piatto è condito con sugo alla bolognese, preparato in stile naporitan con ketchup e würstel, oppure insaporito alla aglio, olio e peperoncino. Altre varianti includono l'aggiunta di curry in polvere, uova di merluzzo o crema di formaggio.
Nella prefettura di Hiroshima, è comune trovare lo yakiudon condito con salse prodotte localmente, come la Otafuku o la Carp, simili a quelle utilizzate per la yakisoba.

## Varianti regionali
- Iwatemachi yakiudon (いわてまち焼きうどん?) – tipico della cittadina di Iwate; esistono due tipi: "nero", contenente salsa di soia prodotta nella prefettura, e "bianco", che è preparato con sale locale.[18]
- Hatogaya sauce yakiudon (鳩ヶ谷ソース焼きうどん?) – tipico dell'ex città di Hatogaya (ora parte di Kawaguchi); il piatto utilizza una salsa speciale appositamente creata per questa ricetta.[19]
- Kameyama miso yakiudon (亀山みそ焼きうどん?) – tipico della città di Kameyama; nonostante gli ingredienti siano adattabili, si caratterizza per l'uso di una salsa a base di miso rosso.[20]
- Chanpon yaki (ちゃんぽん焼き?) – tipico della città di Himeji; è una combinazione di yakisoba e yakiudon, che unisce i due tipi di spaghetti in un'unica preparazione.[21]
- Tsuyama horumon udon (津山ホルモンうどん?) – tipico della città di Tsuyama; gli ingrediente principali di questo piatto sono le frattaglie di manzo e una salsa a base di miso.[22]
- Kokura hasshō yakiudon (小倉発祥焼うどん?) – tipico dell'ex città di Kokura (ora parte di Kitakyūshū); la ricetta prevede l'uso di udon secco, cavolo di Wakamatsu, pancetta di maiale, cipolla dolce, una ricca salsa, katsuobushi di sugarello e sgombro, e sakè locale.[23]
- Kimu-toma yakiudon (キムトマ焼きうどん?) – tipico della città di Fujioka; l'udon viene condito con una salsa unica chiamata "kimu-toma", che combina salsa di pomodoro e kimchi, e poi arricchito con uova strapazzate e katsuobushi.[24]

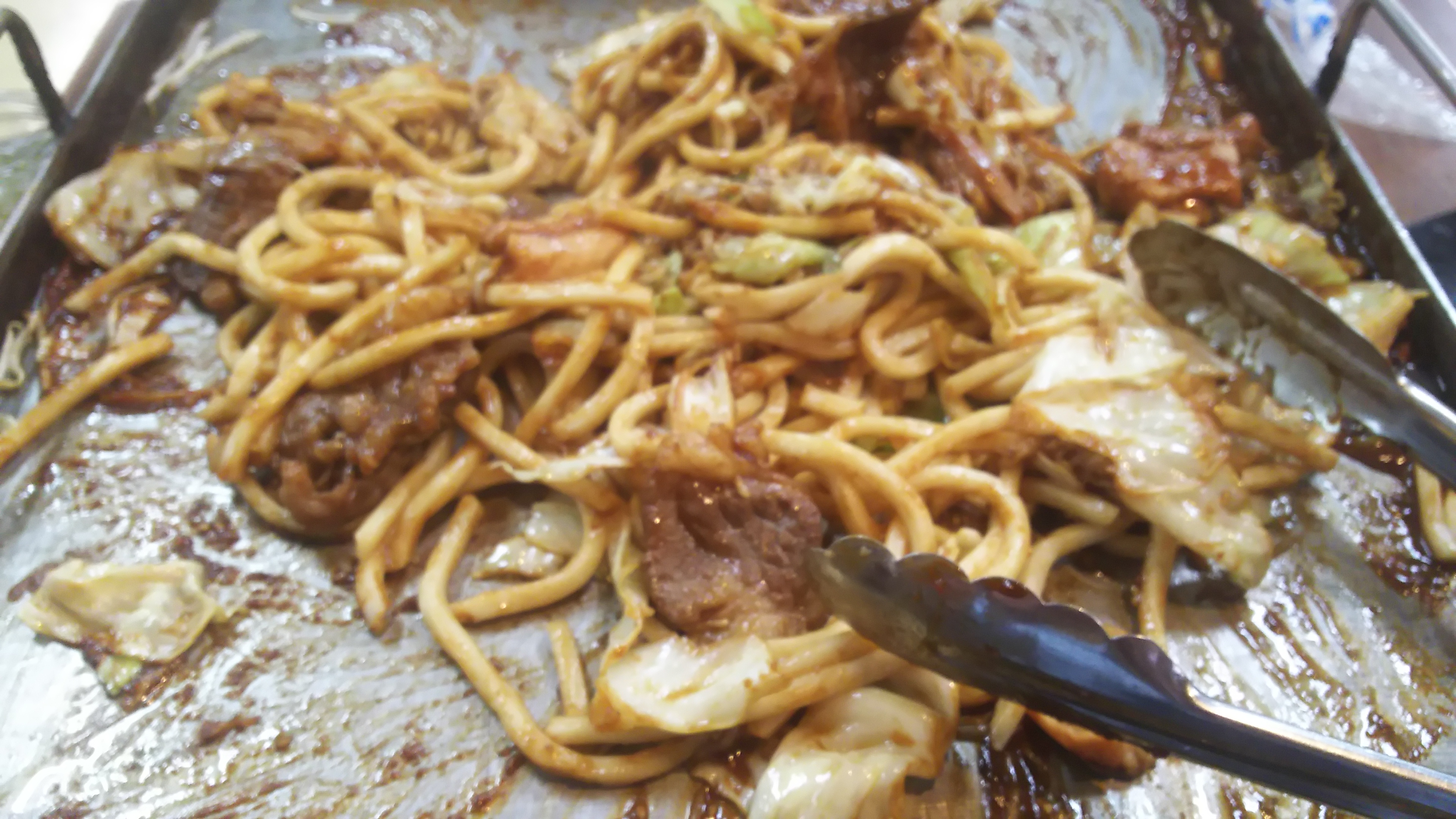
Kameyama miso yakiudon
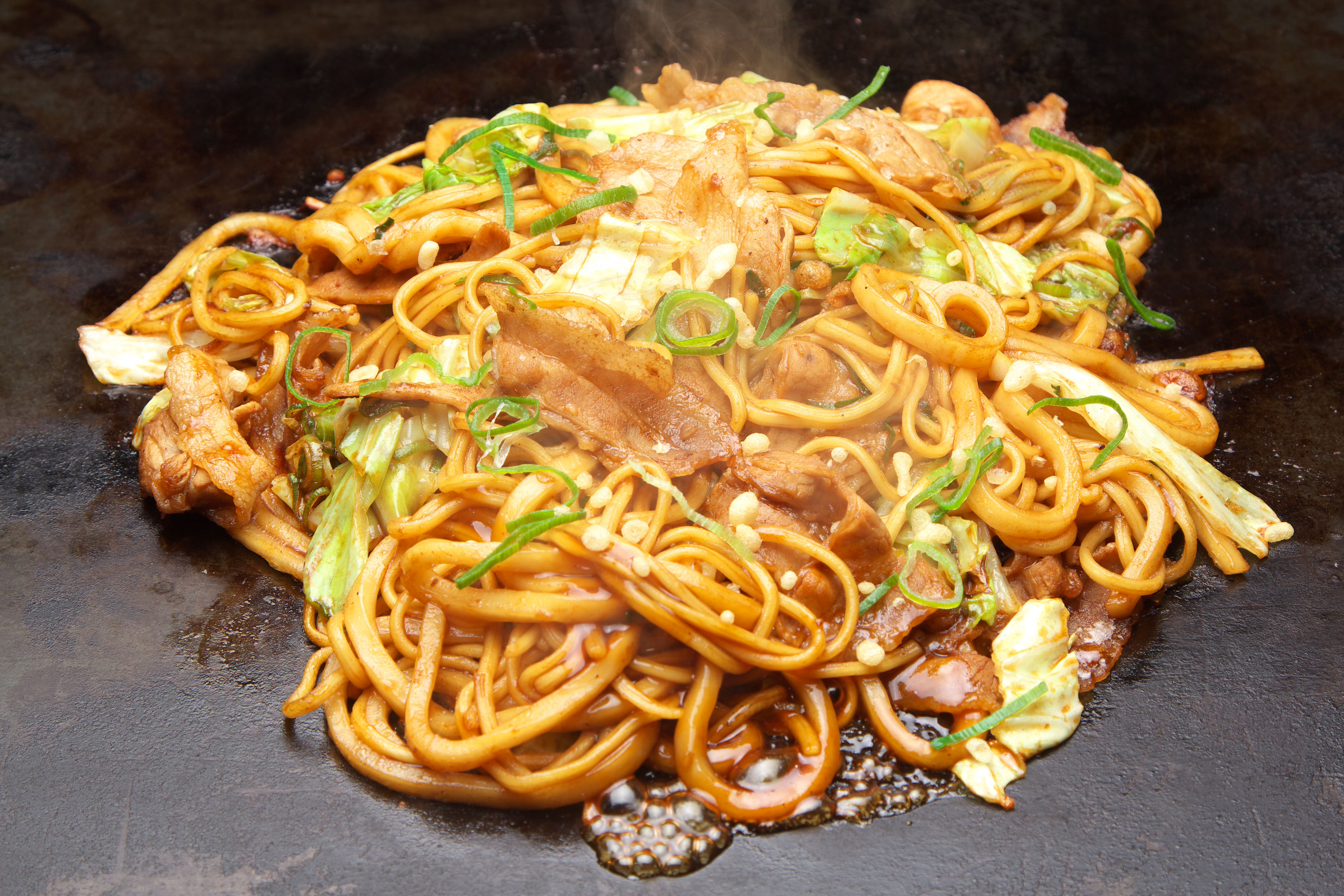
Chanpon yaki
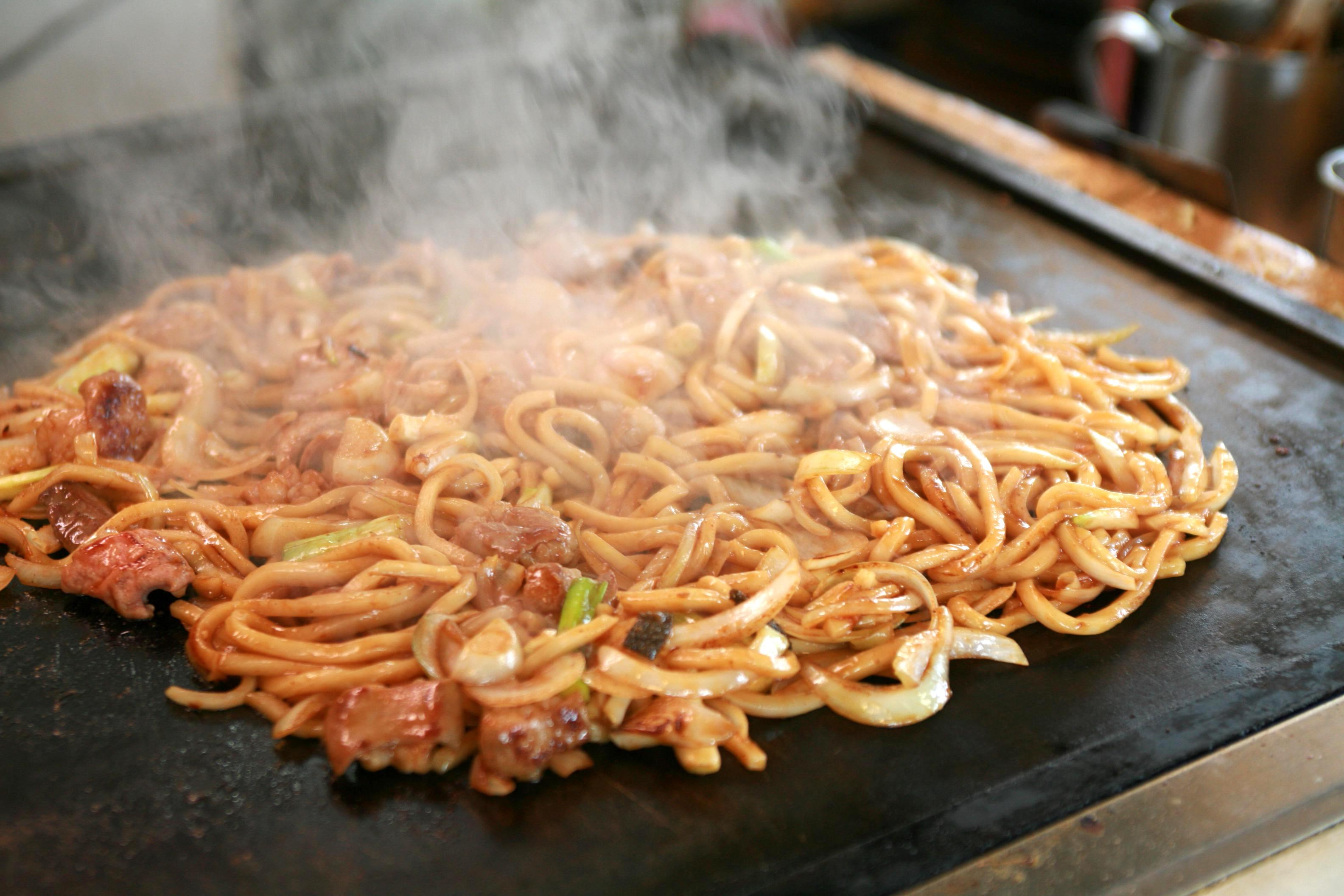
Tsuyama horumon udon